# Joo Da-young
Joo Da-young (nascida em 16 de junho de 1995) é uma atriz sul-coreana.